# Celastrina
Genre
Celastrina est un genre de lépidoptères (papillons) de la famille des Lycaenidae et de la sous-famille des Polyommatinae.

## Systématique
Le genre Celastrina a été décrit par l'entomologiste britannique James William Tutt en 1906.
Son espèce type est Papilio argiolus Linnaeus, 1758.
Il a pour synonymes :
- Cyaniriodes Matsumura, 1919 (homonyme junior de Cyaniroides de Nicéville 1890)
- Maslowskia Kurentzov, 1974

## Liste des espèces et distributions géographiques
Le genre Celastrina comprend environ 26 espèces, toutes originaires de l'hémisphère nord, avec une diversité particulière en Asie et en Amérique du Nord :
- Celastrina argiolus (Linnaeus, 1758) — l'Azuré des nerpruns — en Eurasie en Afrique du Nord.
- Celastrina phellodendroni Omelko, 1987 — en Oussouri.
- Celastrina sugitanii (Matsumura, 1919) — en Extrême-Orient.
- Celastrina ogasawaraensis (Pryer, 1886) — en Japon.
- Celastrina ladon (Cramer, [1780]) — en Amérique du Nord.
- Celastrina lucia (Kirby, 1837) — dans le Nord de l'Amérique du Nord.
- Celastrina neglecta (Edwards, 1862) — dans l'Est de l'Amérique du Nord.
- Celastrina echo (Edwards, 1864) — dans l'Ouest de l'Amérique du Nord.
- Celastrina gozora (Boisduval, 1870) — au Mexique et en Amérique centrale.
- Celastrina nigra (Forbes, 1960) — dans l'Est de l'Amérique du Nord.
- Celastrina neglectamajor Opler & Krizek, 1984 — dans l'Est de l'Amérique du Nord.
- Celastrina humulus Scott & Wright, 1998 — dans le centre de l'Amérique du Nord.
- Celastrina idella Wright & Pavulaan, 1999 — dans l'Est de l'Amérique du Nord.
- Celastrina serotina Pavulaan & Wright, 2005 — dans le Nord-Est de l'Amérique du Nord.
- Celastrina fedoseevi Korshunov & Ivonin, 1990 — en Extrême-Orient.
- Celastrina gigas (Hemming, 1928) — dans l'Himalaya.
- Celastrina hersilia (Leech, [1893]) — dans l'Himalaya.
- Celastrina algernoni (Fruhstorfer, 1917) — aux Philippines et en Indonésie.
- Celastrina huegelii (Moore, 1882) — de Ceylan à l'Himalaya.
- Celastrina lavendularis (Moore, 1877) — de l'Inde aux Philippines et à l'Indonésie.
- Celastrina acesina (Bethune-Baker, 1906) — en Nouvelle-Guinée.
- Celastrina morsheadi (Evans, 1915) — au Tibet.
- Celastrina philippina (Semper, 1889) — aux Philippines et en Indonésie.
- Celastrina perplexa Eliot & Kawazoé, 1983 — en Chine.
- Celastrina filipjevi (Riley, 1934) — en Extrême-Orient.
- Celastrina oreas (Leech, [1893]) — de l'Inde à l'Extrême-Orient.

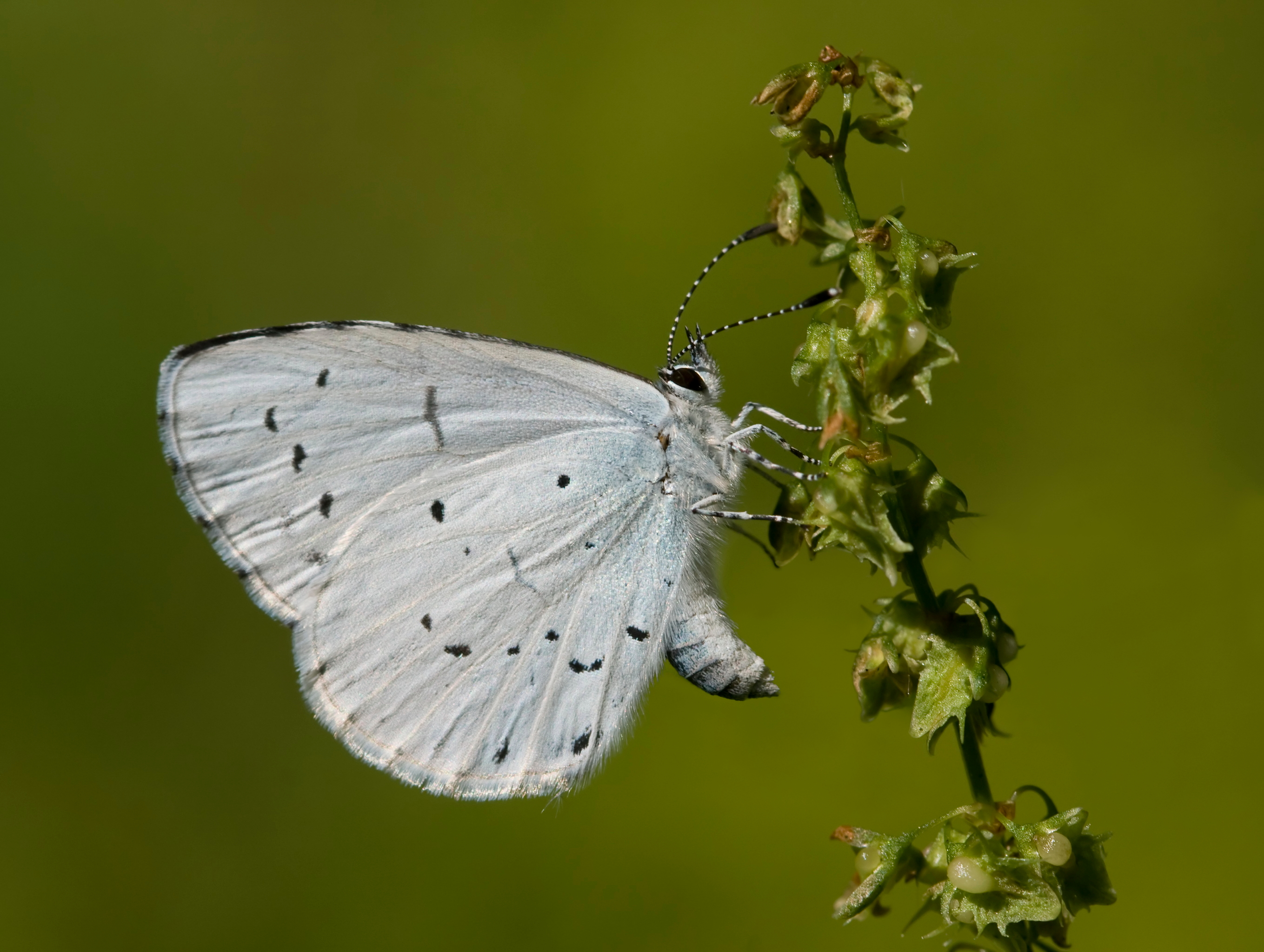
Celastrina argiolus
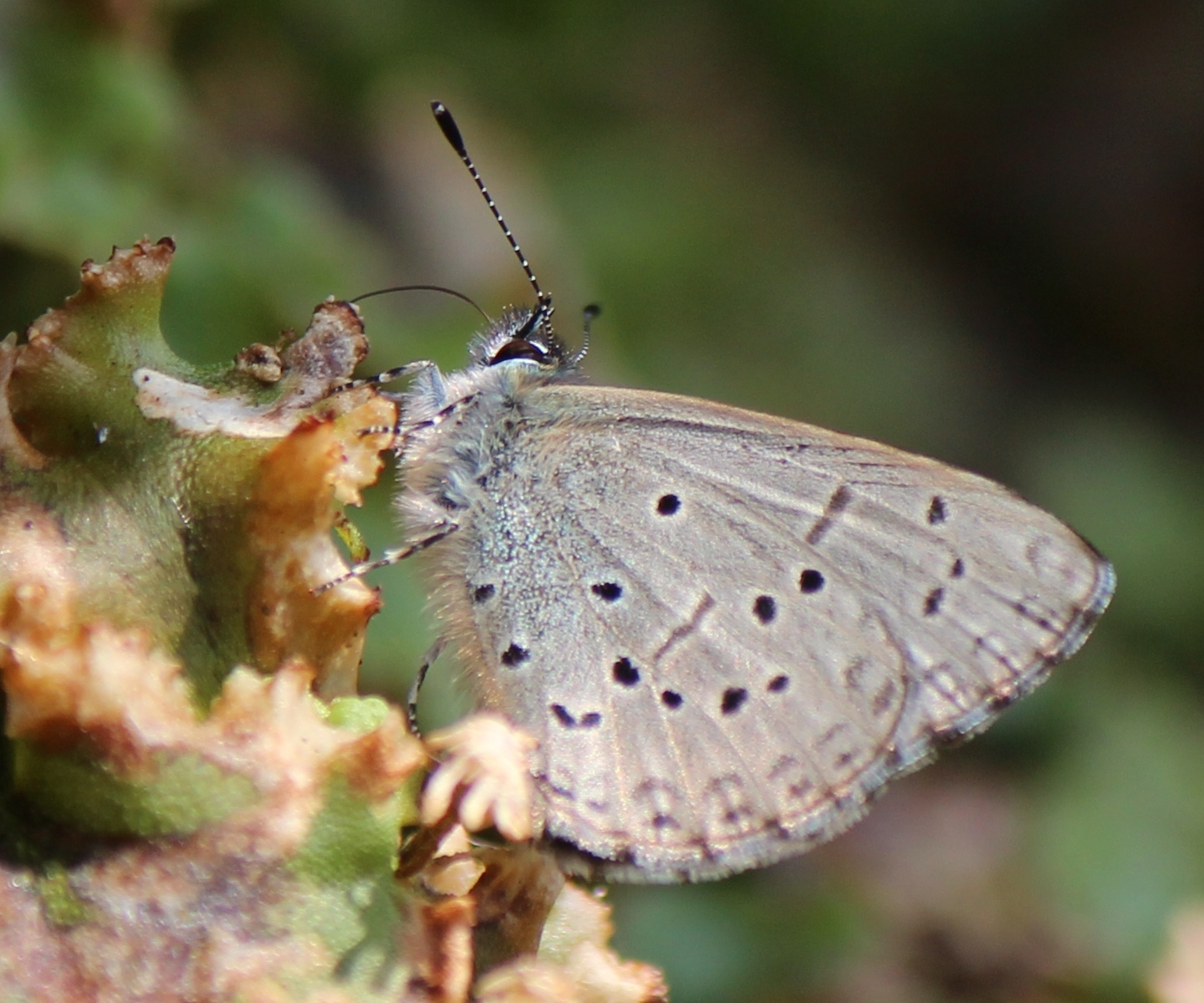
Celastrina sugitanii
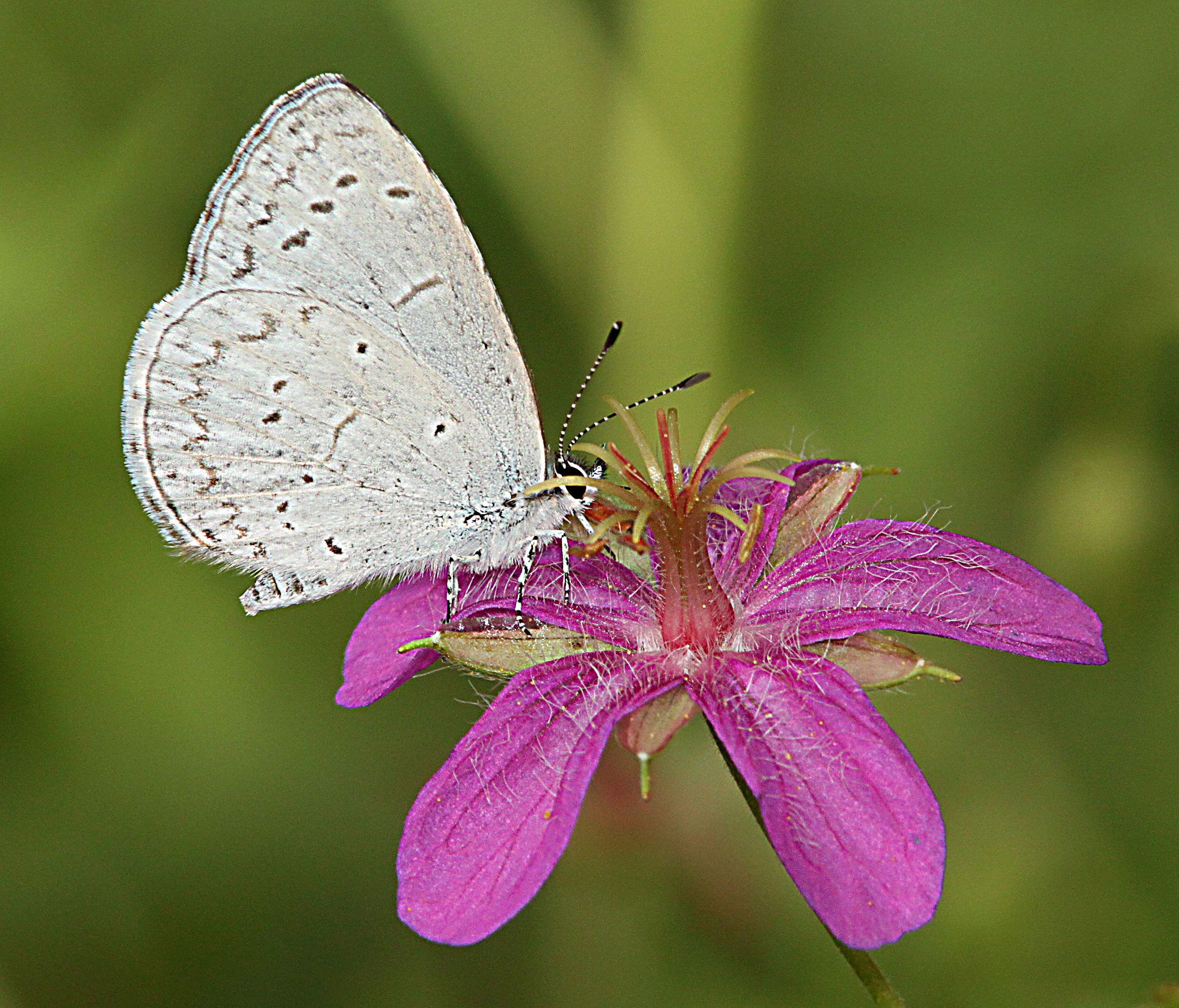
Celastrina ladon
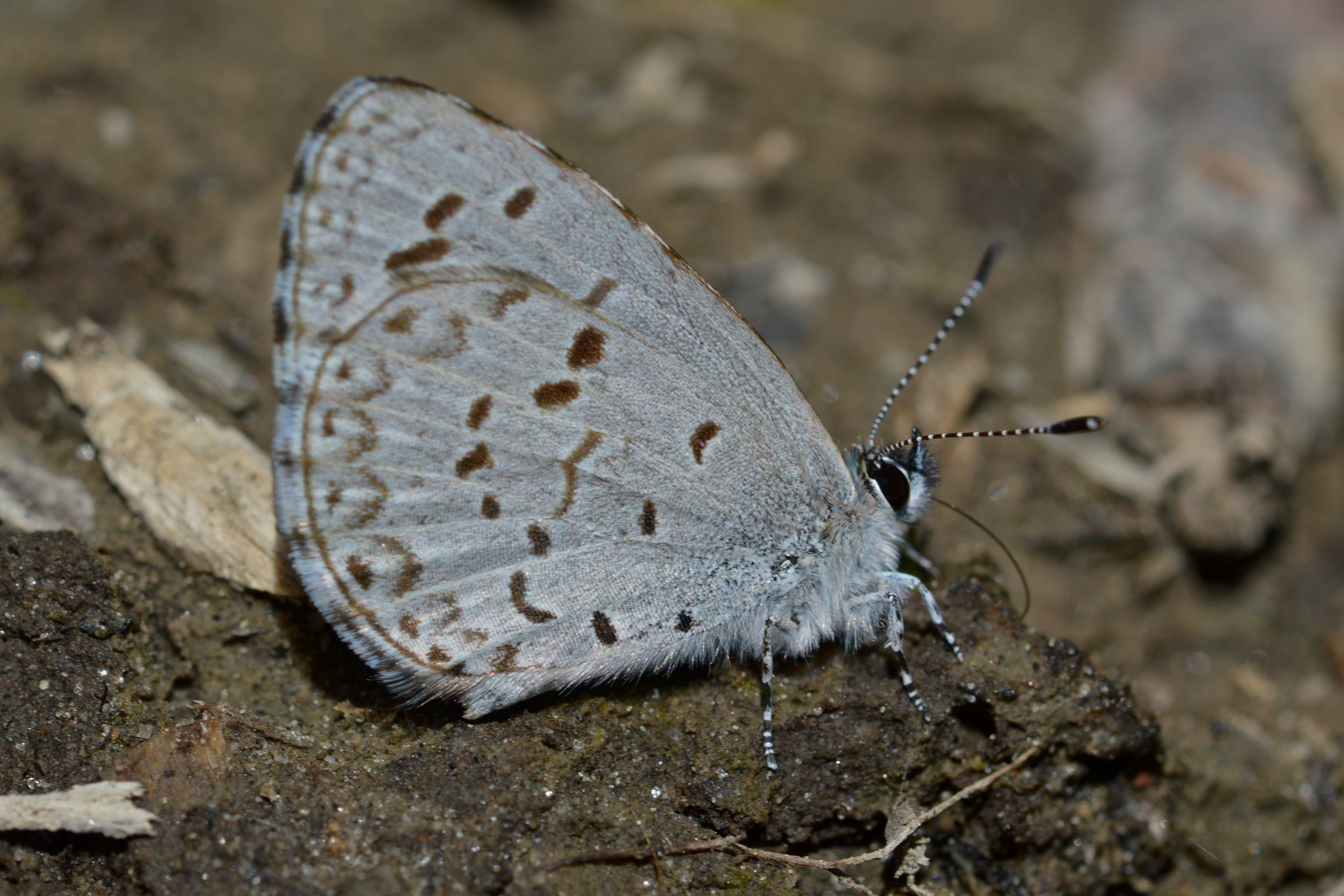
Celastrina lucia
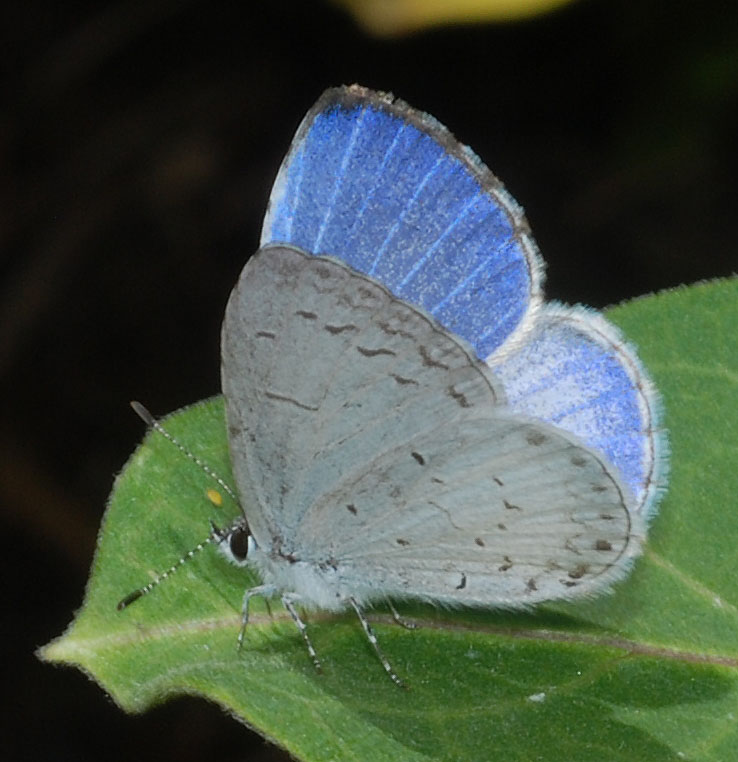
Celastrina neglecta
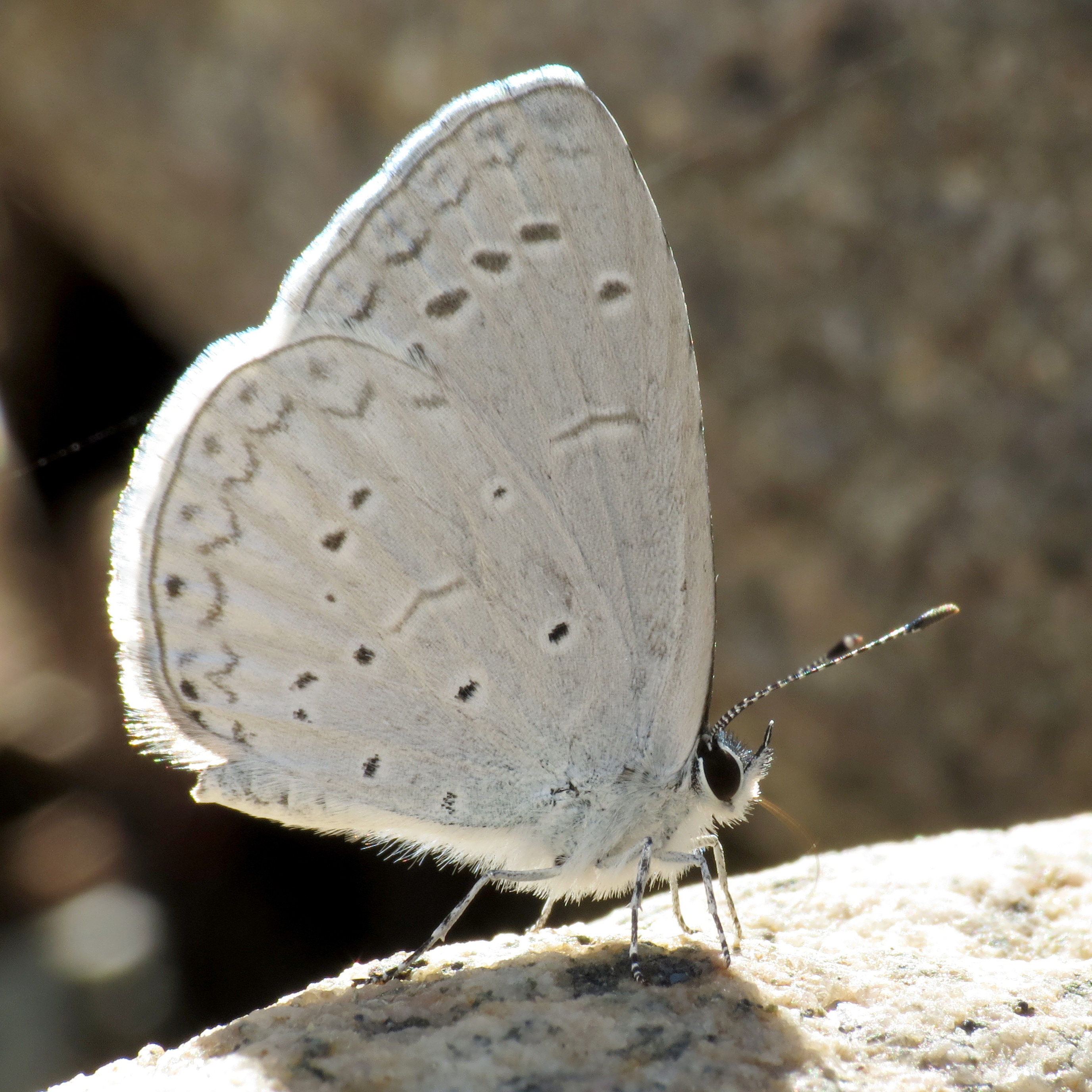
Celastrina echo
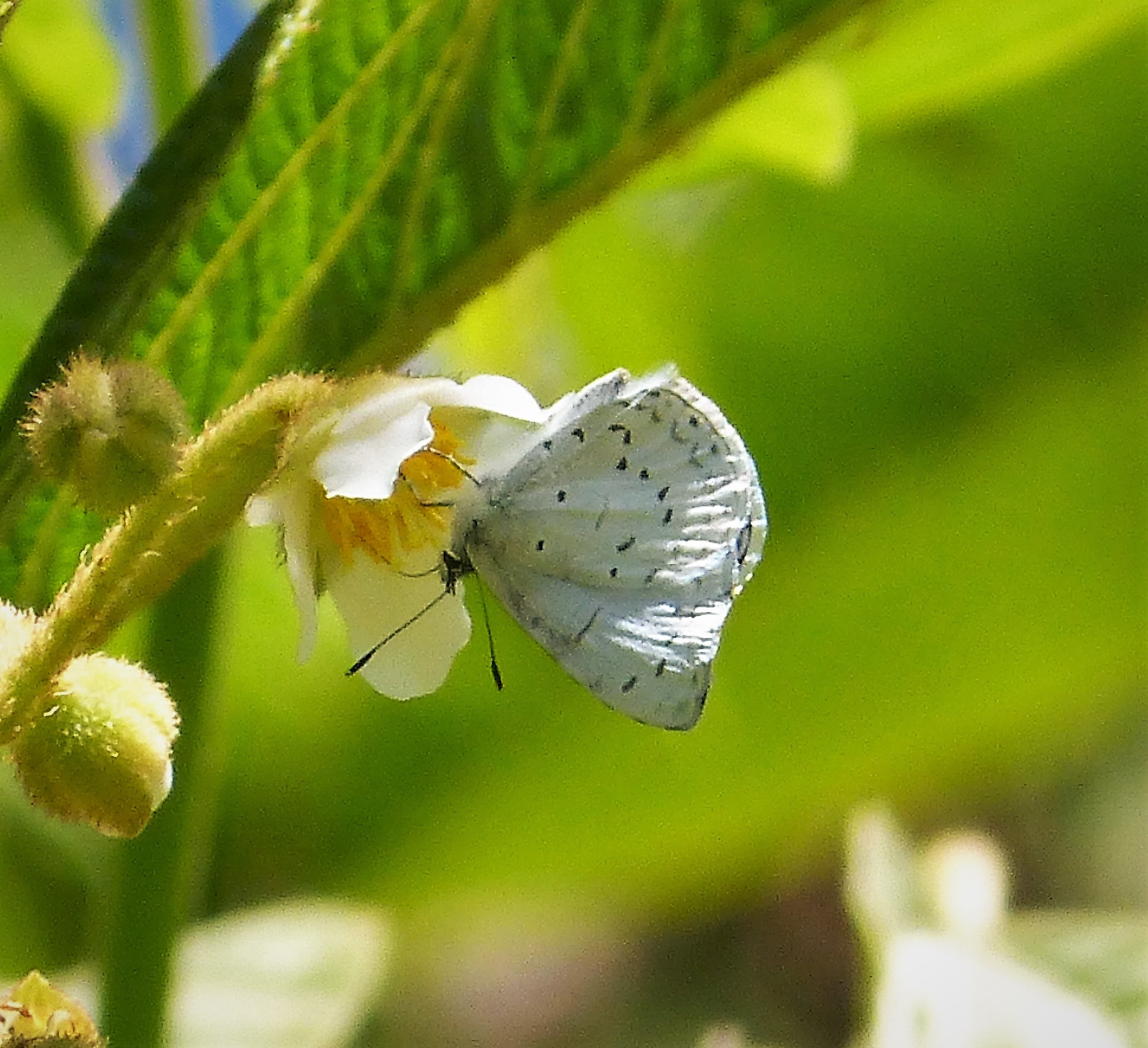
Celastrina gozora
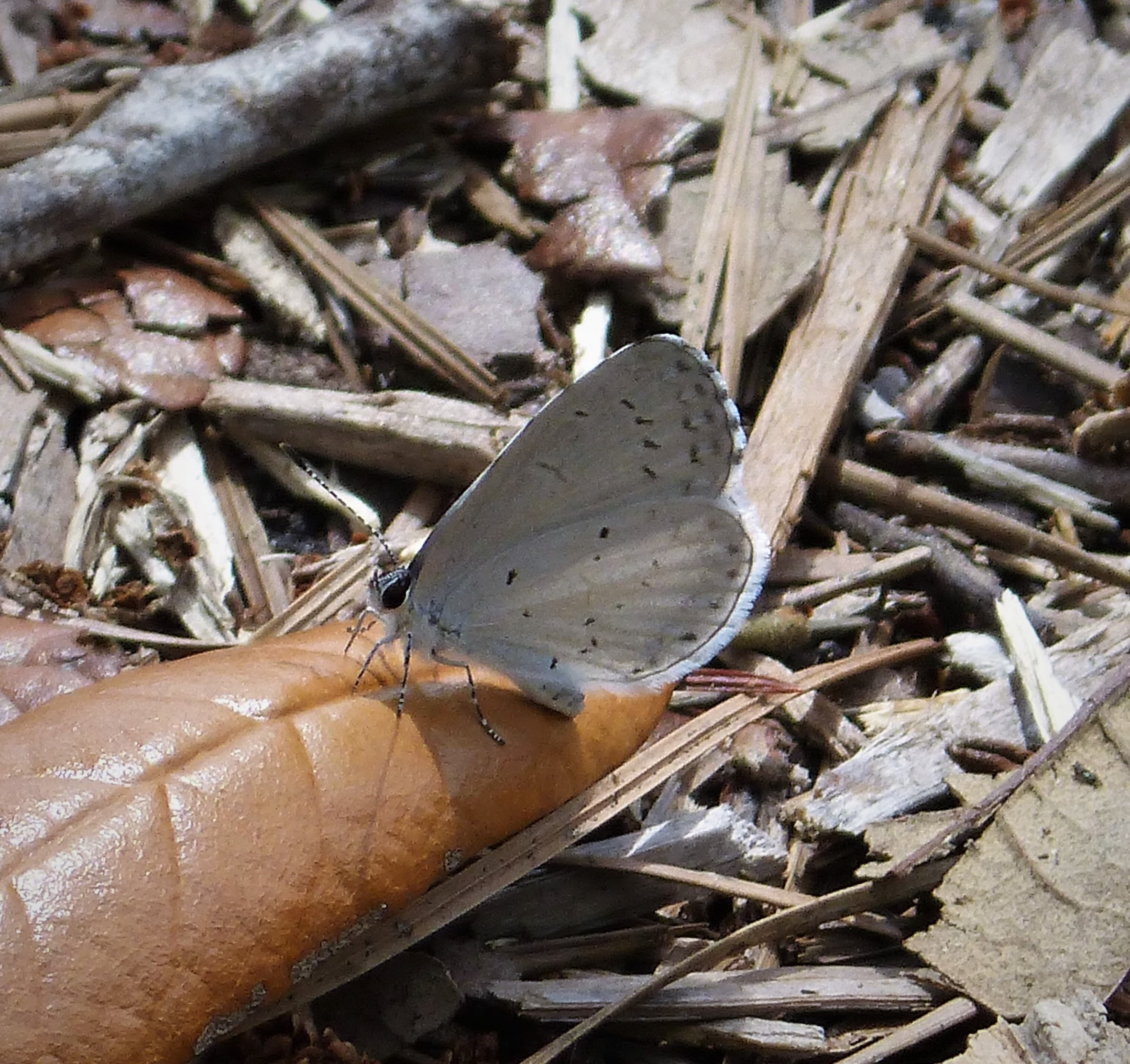
Celastrina idella
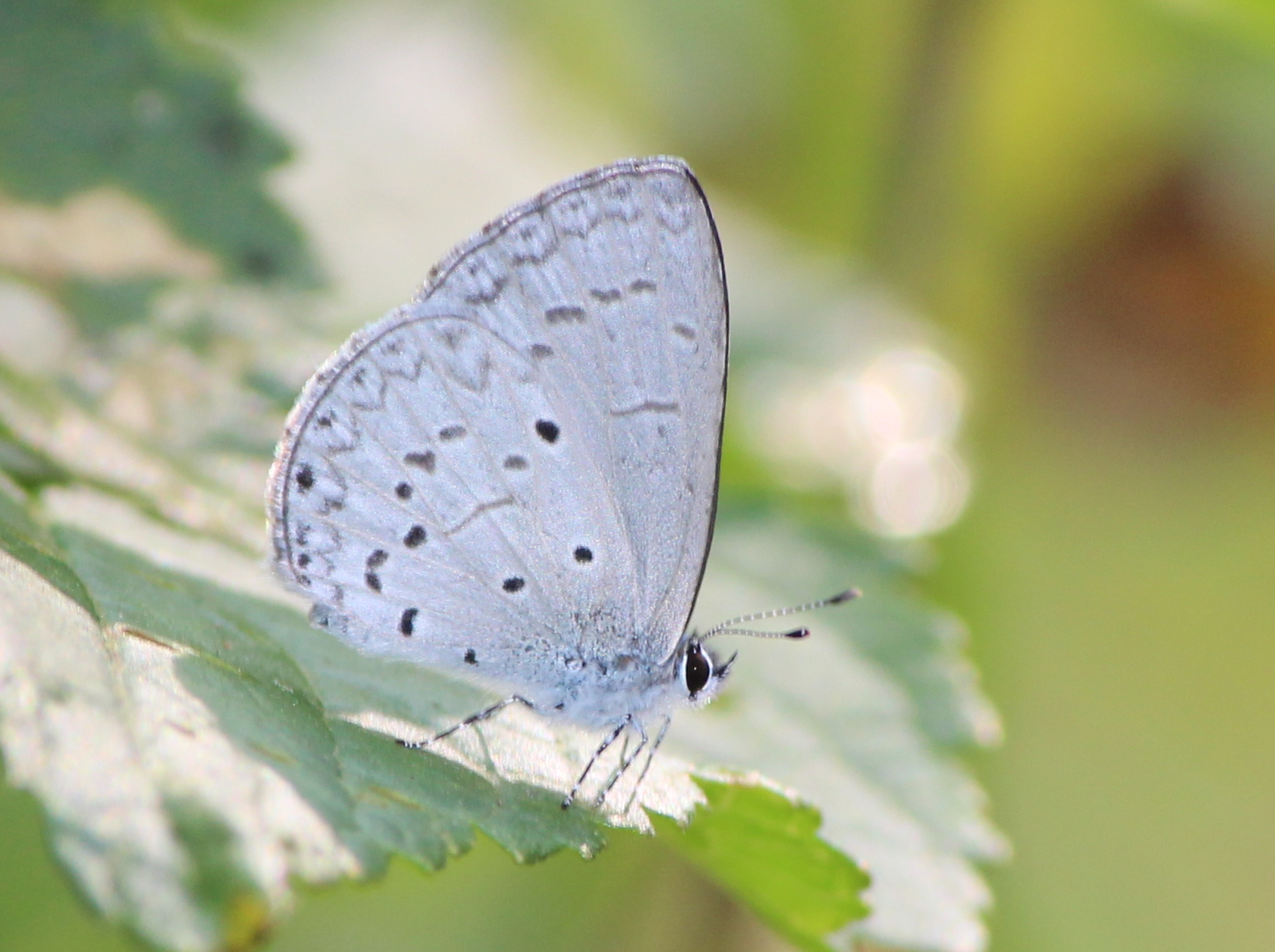
Celastrina lavendularis
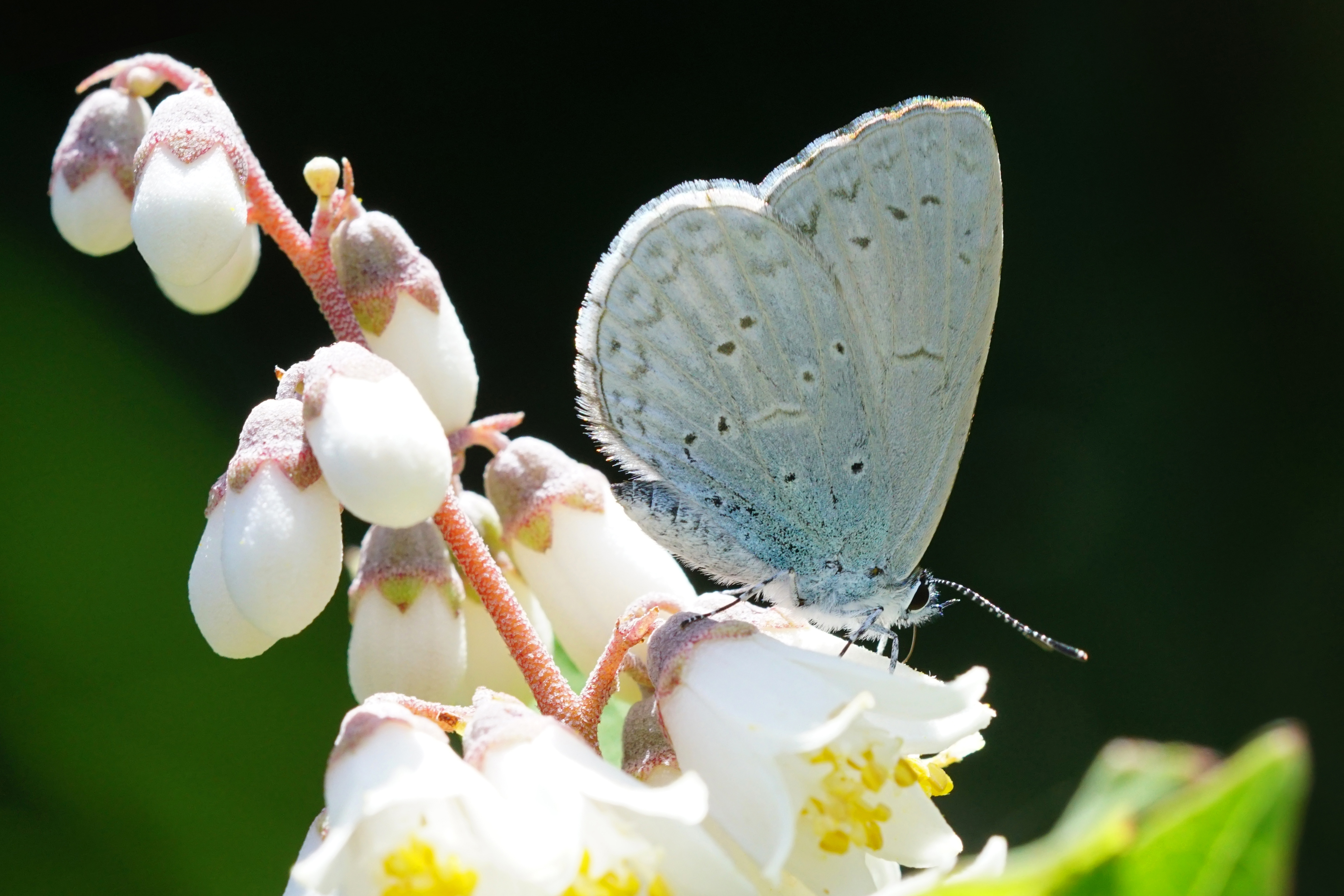
Celastrina oreas